# Исихий (Танос)
Епископ Исихий (греч. Επίσκοπος Ησύχιος Θάνος, исп. Obispo Isíjios Thanos; род. 8 декабря 1969, Греция) — архиерей Константинопольской православной церкви, епископ Маркианский (с 2020), викарий Мексиканской митрополии.

## Биография
Родился 8 декабря 1969 года в Греции. Окончил богословский институт Афинского университета.
Был священнослужителем церкви Святой Параскевы в Катавии в Родосской митрополии и направлен в Мексиканскую митрополию в командировку.
31 августа 2020 года Священным синодом Константинопольской православной церкви избран для рукоположения в сан епископа Маркианского, викария Мексиканской митрополии.
6 декабря 2020 года в храме Святой Софии в Мехико был рукоположен в сан епископа. Хиротонию совершили: митрополит Мексиканский Афинагор (Анастасиадис), архиепископ Мексики Алексий (Пачеко-Вера) (Православная церковь Америки), епископ Меринский Афинагор (Перес Гальвис) и епископ Асосский Тимофей (Торрес Эскивель).